# Sídliště Prosek
Sídliště Prosek je velké pražské sídliště nacházející se v městské části Praha 9 především ve čtvrtích Prosek a Střížkov, z malé části i ve čtvrtích Letňany a Libeň. Sídliště je rozděleno do tří částí, Sídliště Prosek I, II na jihozápadní a Prosek III na severovýchodní straně podél Vysočanské ulice.

## Historie

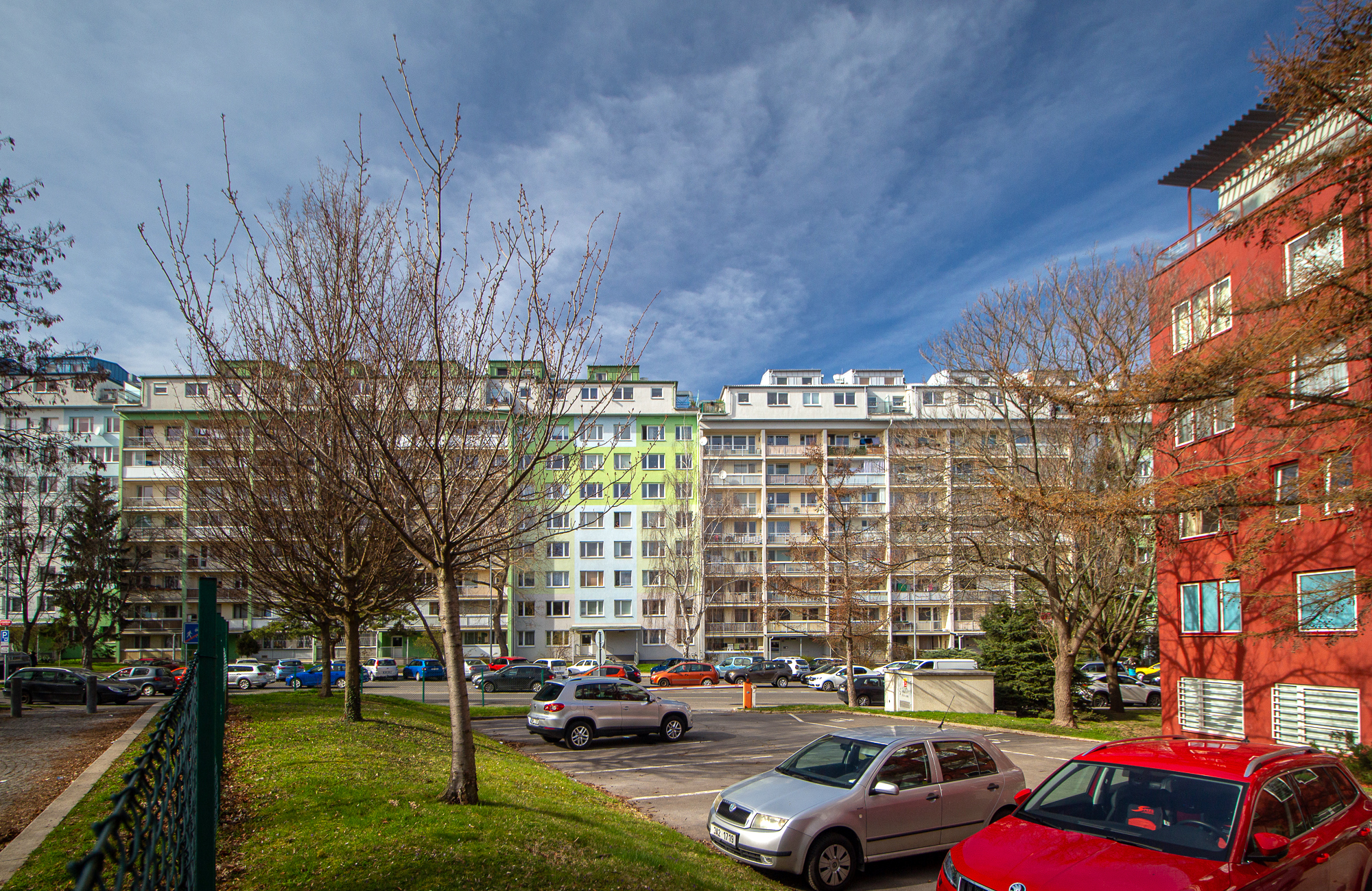
Část sídliště Prosek I, II v Litoměřické ulici v sousedství starého Proseka.

Sídliště vzniklo v letech 1964–1971 podle návrhů architektů Z. Kotase, Z. Turzické, B. Kociána a Jiřího Novotného a je určeno pro 32 000 obyvatel. Bylo zde postaveno 9500 bytů. Je součástí pásu sídlišť na severním okraji Prahy někdy označovaného jako Severní Město.

## Doprava
Klíčovou dopravní cestou na Prosek bývala Prosecká ulice směrem od Libně přibližně v dnešní trase, avšak její dopravní význam poklesl. Uliční síť sídliště včetně páteřních komunikací Vysočanská, Prosecká a Lovosická je zcela nová, z dosavadní silniční sítě vedené v odlišných stopách zbylo jen několik reliktů. Před jeho vznikem byl v oblasti Nový Prosek, osada ležící při letňanské silnici. Zarostlé zbytky silnice v částech původní trasy ještě existují a dalo na ni dostat zachovanou serpentinou klíčovské ulice z Vysočan. Pro spojení s Vysočany byla vybudována v roce 1967 Vysočanská estakáda (zvaná též Prosecká estakáda), která kvůli špatnému stavu byla v roce 2002 zbourána až po základy pilířů a znovu postavena. Původní kobylisko-letňanská silnice zanikla v době výstavby zdejších sídlišť a moderních ulic zcela až na její relikty – Desenskou a Příborskou ulici.
Zpočátku bylo území obsloužené převážně autobusy), např. v roce 1974 byla hlavní spojnicí autobusová linka 141 od libeňské zastávka U kříže, ale autobusové spojení existovalo i s Vysočany, Kobylisy či oblastí Vychovatelny. Od roku 1990 byl přestupní bod přenesen k nové stanici linky metra B na Palmovce a Českomoravské a od roku 1998 ke stanici Vysočanské, v roce 2008 byla přímo na sídliště Prosek prodloužena linka metra C směrem od Kobylis. V okolí parku Přátelství se nacházejí dvě stanice: Střížkov a Prosek.
V rámci stavby metra byla zrekultivována oblast parku Přátelství, který prochází osou sídliště ze severozápadu na jihovýchod v šířce kolem 150 m, a následně byly vybudovány kancelářské budovy Prosek Point u stanice metra Prosek.